# Новобарабанщиков
Новобарабанщиков — хутор в Зимовниковском районе Ростовской области. Входит в состав Северного сельского поселения.
Население - 32 (2012)

## История
Основан после Октябрьской революции переселенцами из хутора Барабанщиков.

## География
Хутор расположен у границы Зимовниковского и Дубовского районов на левом берегу реки Сал в пределах Ергенинской возвышенности, являющейся частью Восточно-Европейской равнины, , на высоте 45 метров над уровнем моря. Рельеф местности равнинный. Почвы каштановые солонцеватые и солончаковые, в пойме Сала, - пойменные засоленные.
По автомобильной дороге расстояние до Ростова-на-Дону составляет 320 км, до районного центра посёлка Зимовники - 32 км, до административного центра сельского поселения хутора Гашун - 12 км. 
На хуторе имеется одна улица: Новобарабанщиковская.
Часовой пояс
Новобарабанщиков, как и вся Ростовская область, находится в часовой зоне МСК (московское время). Смещение применяемого времени относительно UTC составляет +3:00.

## Население
Динамика численности населения
| 2002 |
| ---- |
| 33   |

| 2006 | 2007 | 2008 | 2009 | 2010 | 2011 | 2012 |
| ---- | ---- | ---- | ---- | ---- | ---- | ---- |
| 28   | →28  | →28  | ↗30  | ↘20  | ↗31  | ↗32  |